# جيني لين (موسيقية)
جيني لين (بالإنجليزية: Jenny Lin)‏ هي موسيقية وعازفة بيانو أمريكية، ولدت في 1973 في تايوان.

## وصلات خارجية
- جيني لين على موقع ميوزك برينز (الإنجليزية)
- جيني لين على موقع أول ميوزيك (الإنجليزية)
- جيني لين على موقع ديسكوغز (الإنجليزية)